# نمل الثور الزائف
نمل الثور الزائف (الاسم العلمي: Pseudomyrmex)، جنس من النمل اللاذع الذي يشبه الدبور من فُصيلة نملاوات الثور الزائفة. يضم 146 نوع. هو نمل نحيل ذو عيون كبيرة، يوجد بشكل رئيسي في المناطق الاستوائية وشبه الاستوائية في العالم الجديد.